# .bl
A .bl egy olyan internetes legfelső szintű tartomány, melyet az ISO 3166 Bizottság 2007. szeptember 21-i határozata után hoztak létre, mely ezt a kódot jelölte meg  Saint Barthélemy ISO 3166-1 alpha-2 kódjaként. Erre a lépésre azután került sor, hogy Saint Barthélemy 2007. július 15-én Franciaország tengerentúli területe lett. Jelenleg Saint Barthélemy Guadeloupe .gp és Franciaország .fr TLD-jét használja.

## Lásd még
- .gp –CC TLD Guadeloupe-nak
- .fr –CC TLD  Franciaországnak
- .eu –CC TLD az Európai Uniónak

## Külső hivatkozások
- IANA .bl whois information Archiválva 2007. október 20-i dátummal a Wayback Machine-ben